# Le menzogne del silenzio
Le menzogne del silenzio (Lies of Silence) è un romanzo di Brian Moore del 1990. Si concentra sugli effetti del conflitto nordirlandese sulla vita delle persone. Il romanzo è stato finalista al Booker Prize del 1990.
Il romanzo vede come protagonista Michael Dillon e sua moglie Moira, tenuti in ostaggio nella loro casa da terroristi che sono membri della Provisional Irish Republican Army (IRA). Gli uomini obbligano Dillon, un gestore di albergo senza affiliazioni politiche, a guidare la sua macchina piena di esplosivo verso l'hotel che gestisce per uccidere un pastore protestante di spicco, membri dell'Ordine di Orange, e militanti protestanti, tutti presenti per la stessa funzione. Anche altri aspetti sono presenti nel romanzo, come la relazione extraconiugale di Dillon con una scrittrice canadese, e l'esaurimento nervoso di Moira in seguito alla scoperta del tradimento del marito.

## Edizioni
- Brian Moore, Le menzogne del silenzio, traduzione di Carla Carcupino, Milano, Leonardo, 1991.